# Halticoptera semireticulata
Halticoptera semireticulata är en stekelart som beskrevs av Mircea-Dan Mitroiu 2005. Halticoptera semireticulata ingår i släktet Halticoptera och familjen puppglanssteklar.
Artens utbredningsområde är Rumänien. Inga underarter finns listade i Catalogue of Life.